# J. R. Firth
John Rupert Firth (Keighley, 17 de junho de 1890 — Lindfield, 14 de dezembro de 1960), mais conhecido como J. R. Firth, foi um linguista inglês conhecido por suas contribuições à análise da prosódia e ao estudo contextualizado do significado, sendo considerado o fundador da "escola de linguística de Londres". Foi professor na Universidade de Punjab, na University College London e na School of Oriental and African Studies.
Vários de seus alunos se tornaram linguistas célebres, como Michael Halliday, T. F. Mitchell, Richard Keith Sprigg e Frank R. Palmer.